# 普遍主義
普遍主義（ふへんしゅぎ、英: universalism）とは、個別のもの、個別性・特殊性よりも、全てまたは多くに共通する事柄、普遍性を尊重・重視する立場。または、普遍者（全体）を個別者（個人）の上にあるとし、後者は前者との関係によってのみ存在することができ、意義を持つとする立場。反対は個体主義または個人主義。中世ヨーロッパのキリスト教カトリックでの普遍論争に始まる概念で、ロシアと現代では外交用語としても使われる。